# Charles Milcendeau
 (mars 2013).
Si vous disposez d'ouvrages ou d'articles de référence ou si vous connaissez des sites web de qualité traitant du thème abordé ici, merci de compléter l'article en donnant les références utiles à sa vérifiabilité et en les liant à la section « Notes et références ».

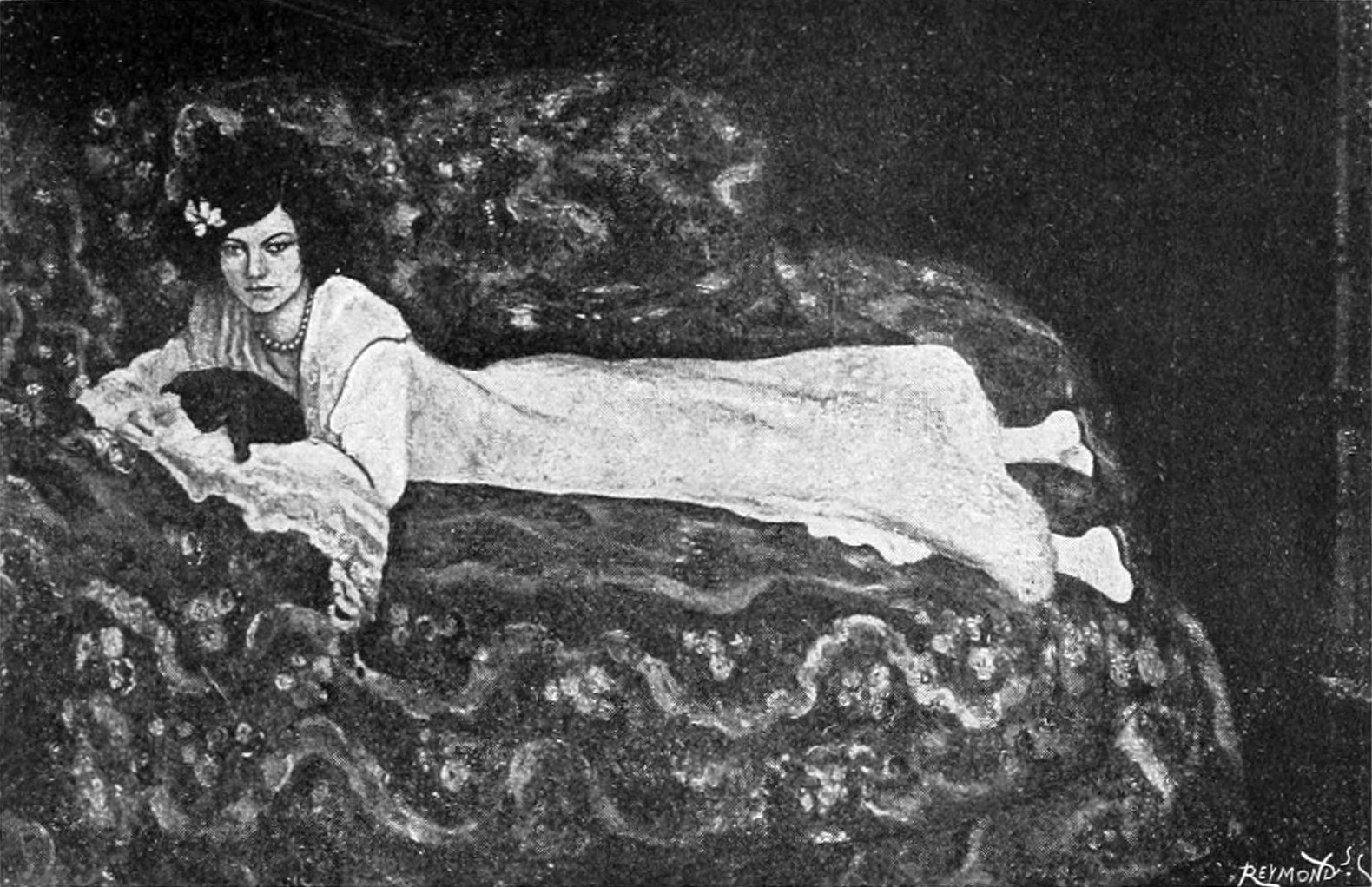
Portrait de Mlle Polaire (Salon de 1902)

Charles, Edmond, Théodore Milcendeau, né le 18 juillet 1872 à Soullans, mort le 1er avril 1919 à Soullans, est un peintre français.

## Biographie
Fils d'aubergistes de Soullans en Vendée, Charles Milcendeau est attiré dès l'enfance par le dessin. Souhaitant que ses enfants fassent des études, son père inscrit Charles à La Roche-sur-Yon puis à l'Institut Livet à Nantes en 1888. La pratique du dessin y étant trop tournée vers le domaine Industriel et Technique, Charles convainc son père de l'envoyer à Paris. Il y commence sa formation à l'Académie Julian. Charles fréquente assidûment le Louvre et c'est certainement là-bas que sa route croise celle de Gustave Moreau, l'un des maîtres du courant symboliste. Ce dernier accepte d'intégrer Charles dans son atelier de l'école des Beaux-Arts de Paris en 1892. Il s'y liera d'amitié avec Georges Rouault, Henri Matisse et Henri Evenepoel.
Par cet ami belge, Charles Milcendeau fera la connaissance de Francisco Iturrino. Ce peintre espagnol lui fera découvrir son pays, et surtout la ville de Ledesma, dans laquelle Charles fera de nombreux séjours.
De 1894 à 1896, Charles n'exécute pratiquement que des dessins individuels, nous livrant des portraits dans lesquels le critique d'art Roger Marx note une filiation avec Jean Clouet et François Clouet.
Amateur de voyages, Charles reste néanmoins attaché à son marais de Soullans. En 1905, à la mort de son père et grâce à sa part d'héritage, il achète une propriété à Soullans, au Bois-Durand. Il y passe une partie de l'année mais part régulièrement à la découverte de nouveaux lieux, de nouvelles inspirations: de 1896 à 1910 il passera par la Belgique, l'Italie, la Sardaigne, la Corse, l'Espagne...
Il ramènera de ses voyages quantité de portraits car l'homme est au départ un portraitiste qui s'intéresse aux "petites gens" d'ici et d'ailleurs : Le vendeur de harengs, La porteuse d'eau, L'infirme, La mère Pageot, etc. autant d'hommes et de femmes croqués par son trait précis et soucieux du détail à la manière d'un ethnologue.
Il ramènera de ses voyages de nombreuses influences : impressionnisme français, clair-obscur flamand (Le complot (pastel), La partie de cartes (pastel, 1906)).
Une de ses œuvres fit partie de la célèbre collection de Sergueï Chtchoukine (Natalia Semenova et André Delocque, Chtchoukine - Le patron de l'art moderne, La collection Chtchoukine, 2016, p 125) .
Amoureux de son marais vendéen, il produira de nombreuses toiles le représentant inondé (La bourrine bleue, La bourrasque (huile sur toile 1917), Bourrine dans le marais inondé (huile sur toile,1917)), entrera dans les bourrines à la rencontre de leurs habitants (La famille Nauleau à la Mongie (pastel 1900), L'inondation), livrant parfois des scènes intimes comme le Couple au parapluie (pastel).
D'une santé fragile, il meurt au Bois-Durand en 1919. Sa chambre, recouverte de fresques florales et animales d'inspiration mudéjare, est visitable dans le cadre du musée qui lui est consacré sur le site.

## Œuvres
- Élégante maraîchine, mine de plomb, 1894, musée de Fontenay-le-Comte ;
- Portrait de Madame Moreau, 1894, mine de plomb, musée de Fontenay-le-Comte ;
- Autoportrait, huile sur toile, non daté, musée de Fontenay-le-Comte ;
- Paysanne bretonne, 1897, crayon noir rehaussé de pastel, musée de Fontenay-le-Comte ;
- Les couturières à Soullans, 1897, mine de charbon, musée de Fontenay-le-Comte ;
- Autoportrait, mine de plomb, 1897 ;
- Femme d'Ouessant, 1898, mine de plomb, musée de Fontenay-le-Comte ;
- Intérieur breton, maraîchins, 1898, mine de charbon rehaussée de pastel, musée de Fontenay-le-Comte ;
- La Bourrasque, huile sur toile, 1917 ;
- Autoportrait au béret rouge, huile sur toile, 1917 ;
- La mère ;
- Les Vieux ;
- Soir d'hiver au pays de Soullans ;
- Portrait de François Carvallo (collection familiale - château de Villandry)[3]

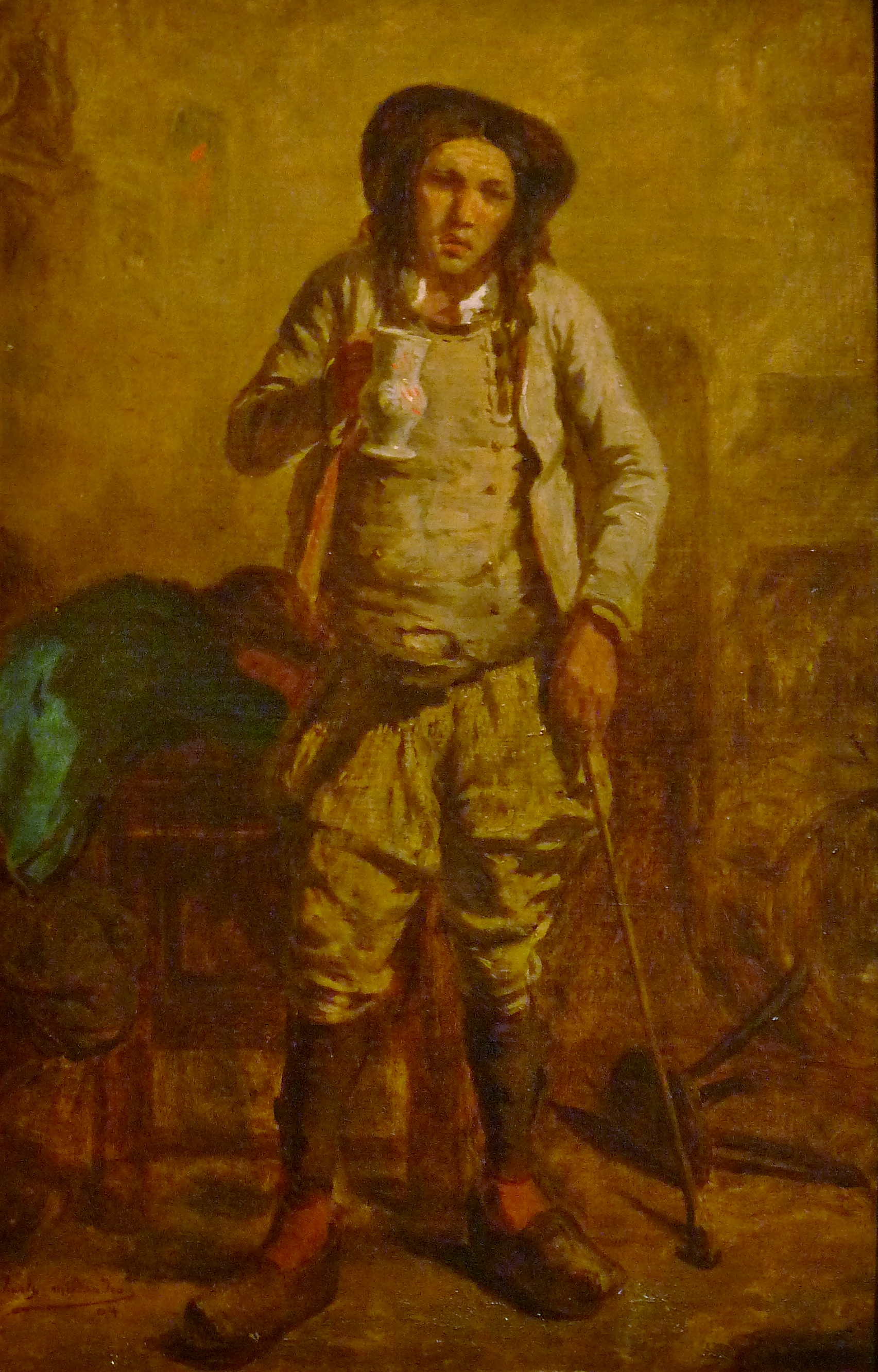
Breton au cabaret (1902, huile sur toile, musée des beaux-arts de Brest)
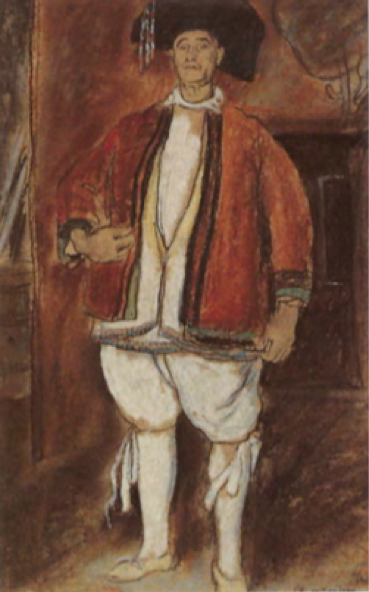
Le Paludier, dessin rehaussé de pastel, Musée de La Roche-sur-Yon
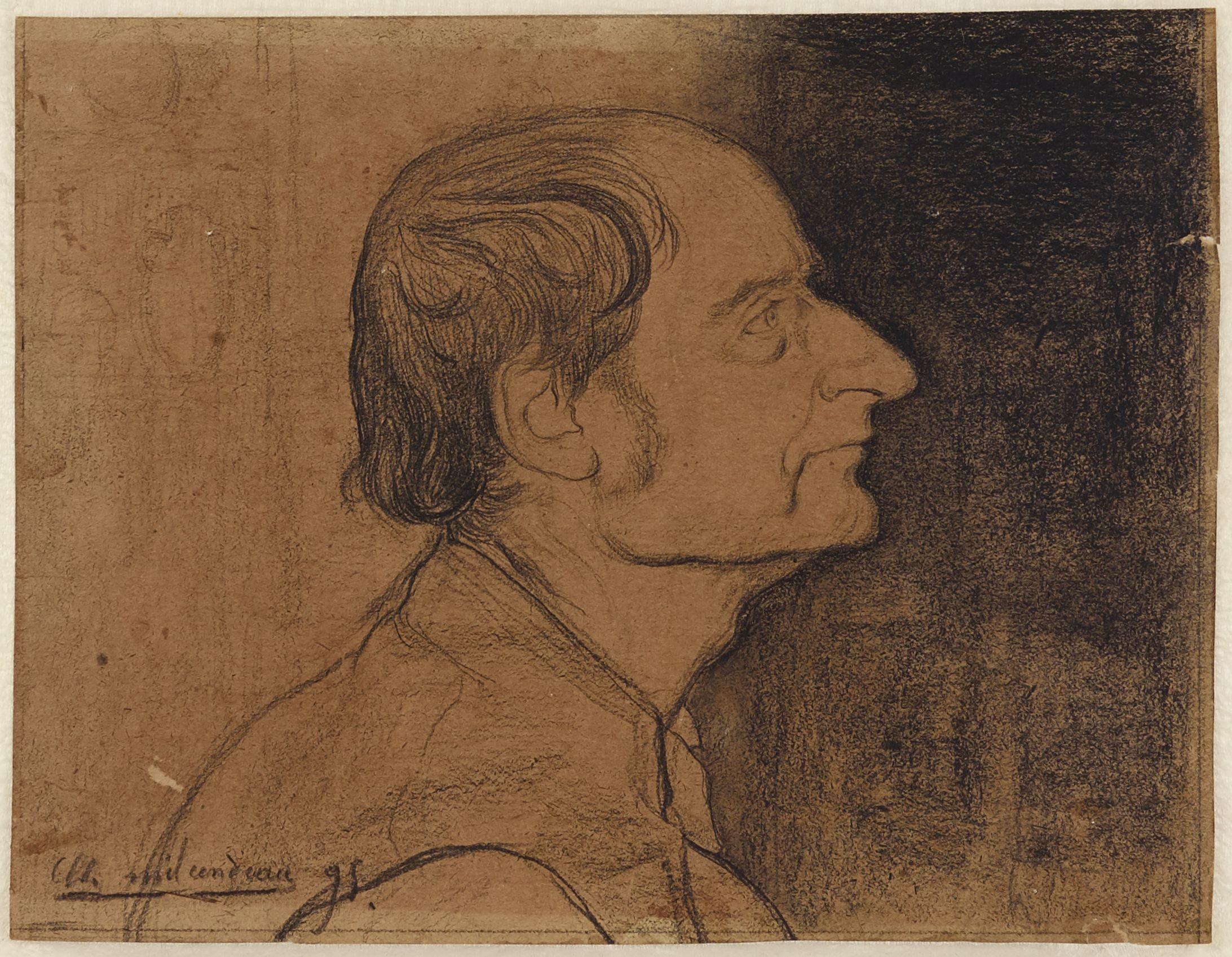
Le vieux sorcier (1895, dessin, pierre noire, Musée des beaux-arts de la ville de Paris)

## Hommages
- Collège Charles-Milcendeau à Challans en Vendée.
- Monument en hommage à Charles Milcendeau, dans le jardin de l'ancienne mairie à Challans, œuvre de Jean et Joël Martel (1947).
- Musée Charles-Milcendeau à Soullans.
- Rue Charles Milcendeau à Saint-Jean-de-Monts.